# Julius Coulon
Julius Vitringa Coulon (født 29. maj 1767 i Leeuwarden, død 15. august 1843 i Paris) var en frisisk læge.
Julius Coulon var en elev af Valentinus Slothouwer.
Efter sine studier i Franeker og Leiden blev han praktiserende læge i Leeuwarden med en travl praksis. Han var formand for Departementale Commissie van Geneeskundig Bestuur (Departmentale Komite af Medicinske Ledere) 'mellem 1801-1827. Endvidere holdt han lektioner om anatomi og var beskæftiget med kvægsyge. Coulon var grundlægger af Vriesch Genootschap van proefondervindelijke Landbouw' (Selskabet for Vriesch' videnskabelige Landbrug) i 1835.
Desuden skrev han afhandlinger og bøger inden for medicin.